# Ратклиф (Арканзас)
Ратклиф (енгл. Ratcliff) град је у америчкој савезној држави Арканзас.

## Демографија
По попису из 2010. године број становника је 202, што је 11 (5,8%) становника више него 2000. године.
| Група             | 2000.       | 2010.       |
| Белци             | 186 (97,4%) | 189 (93,6%) |
| Афроамериканци    | 0 (0,0%)    | 1 (0,5%)    |
| Азијати           | 0 (0,0%)    | 0 (0,0%)    |
| Хиспаноамериканци | 3 (1,6%)    | 8 (4,0%)    |
| Укупно            | 191         | 202         |